# Sites des Jeux olympiques et paralympiques d'été de 2004
Les Jeux olympiques d'été de 2004 à Athènes se sont déroulés entre le 13 et le 29 août 2004 sur 37 sites de compétition, dont certains construits pour l'occasion

## Lieux

### Complexe olympique d'Athènes
| Site                                 | Sport(s)                                                           | Capacité                                                                          | Statut  |
| ------------------------------------ | ------------------------------------------------------------------ | --------------------------------------------------------------------------------- | ------- |
| Centre aquatique olympique d'Athènes | Natation, Natation synchronisée, Plongeon, Water-polo              | 11 500 (piscine principale) 6 200 (piscine intérieure) 5 300 (piscine intérieure) | Rénové  |
| Centre olympique de tennis d'Athènes | Tennis                                                             | 8 600 (court principal) 2x4,300 (courts de ½ finales) 13x200 (courts latéraux)    | Nouveau |
| Olympic Indoor Hall                  | Gymnastique (artistique, trampoline), Basket-ball (phases finales) | 19 250                                                                            | Rénové  |
| Stade olympique d'Athènes            | Athlétisme, Football (finale)                                      | 72 000                                                                            | Rénové  |
| Vélodrome olympique d'Athènes        | Cyclisme (piste)                                                   | 5 250                                                                             | Rénové  |

### Complexe olympique d'Helliniko
| Site                                   | Sport(s)                               | Capacité                            | Statut  |
| -------------------------------------- | -------------------------------------- | ----------------------------------- | ------- |
| Salle d'escrime                        | Escrime                                | 5 000                               | Nouveau |
| Salle des sports d'Helliniko           | Basket-ball, Handball (phases finales) | 14 100                              | Nouveau |
| Centre olympique de baseball           | Baseball                               | 8 700 (Terrain 1) 4 000 (Terrain 2) | Nouveau |
| Centre olympique de canoë-kayak slalom | Canoë-kayak (slalom)                   | 7 600                               | Nouveau |
| Centre olympique de hockey             | Hockey sur gazon                       | 7 300 (Terrain 1) 2 100 (Terrain 2) | Nouveau |
| Stade olympique de softball            | Softball                               | 4 800                               | Nouveau |

### Complexe olympique de la zone côtière de Fáliro
| Site                             | Sport(s)               | Capacité | Statut  |
| -------------------------------- | ---------------------- | -------- | ------- |
| Stade Karaïskakis                | Football               | 33 000   | Rénové  |
| Centre olympique de beach-volley | Volley-ball (plage)    | 9 600    | Nouveau |
| Pavillon des sports de Fáliro    | Handball, Taekwondo    | 8 100    | Nouveau |
| Stade de la Paix et de l'Amitié  | Volley-ball (en salle) | 13 200   | Rénové  |

### Complexe olympique de Goudi
| Site                                   | Sport(s)           | Capacité                                                 | Statut  |
| -------------------------------------- | ------------------ | -------------------------------------------------------- | ------- |
| Salle olympique de Goudi               | Badminton          | 4 100                                                    | Nouveau |
| Centre olympique de pentathlon moderne | Pentathlon moderne | 5 000 (Équitation) 3 000 (Tir, Escrime) 2 500 (Natation) | Nouveau |

### Complexe olympique de Markopoulo
| Site                                        | Sport(s)   | Capacité | Statut  |
| ------------------------------------------- | ---------- | -------- | ------- |
| Centre olympique d'équitation de Markopoulo | Équitation | 15 000   | Nouveau |
| Centre olympique de tir de Markopoulo       | Tir        | 4 000    | Nouveau |

### Sites de football
| Site                    | Ville         | Capacité | Statut  |
| ----------------------- | ------------- | -------- | ------- |
| Stade Kaftanzoglio      | Thessalonique | 28 200   | Rénové  |
| Stade Pampeloponnisiakó | Patras        | 21 000   | Rénové  |
| Stade Pankritio         | Héraklion     | 26 400   | Nouveau |
| Stade Panthessaliko     | Vólos         | 22 700   | Nouveau |

### Autres sites
| Site                                                    | Sport(s)                                      | Capacité                              | Statut                          |
| ------------------------------------------------------- | --------------------------------------------- | ------------------------------------- | ------------------------------- |
| Centre olympique de voile d'Agios Kosmas                | Voile                                         | 1 600                                 | Nouveau                         |
| Salle olympique d'Ano Liosia                            | Judo, Lutte                                   | 9 000                                 | Nouveau                         |
| Salle olympique de Galatsi                              | Gymnastique (rythmique), Tennis de table      | 6 500                                 | Nouveau                         |
| Place Kotziá                                            | Cyclisme (course individuelle sur route)      | ?                                     | Existant (tribunes temporaires) |
| Marathon                                                | Athlétisme (départ du marathon)               | ?                                     | Existant (tribunes temporaires) |
| Salle olympique d'haltérophilie de Nikaia               | Haltérophilie                                 | 5 100                                 | Nouveau                         |
| Stade panathénaïque                                     | Tir à l'arc, Athlétisme (arrivée du marathon) | 34 500 (marathon) 7 500 (Tir à l'arc) | Existant                        |
| Site olympique de VTT du mont Parnès                    | Cyclisme (VTT)                                | 15 500                                | Temporaire                      |
| Salle olympique de Peristéri                            | Boxe                                          | 8 000                                 | Nouveau                         |
| Centre olympique d'aviron et de canoë-kayak de Schinias | Aviron, Canoë-kayak (sprint)                  | 14 000                                | Nouveau                         |
| Stade d'Olympie                                         | Athlétisme (lancer du poids)                  | ?                                     | Existant (tribunes temporaires) |
| Centre olympique de Vouliagméni                         | Cyclisme (contre-la-montre), Triathlon        | 3 600                                 | Temporaire                      |

## Avant les Jeux
La Grèce a accueilli les Jeux olympiques antiques qui se sont déroulés entre 776 avant J-C et 393 après J-C à Olympie. Grâce aux efforts de Pierre de Coubertin pour relancer les Jeux olympiques, les premiers Jeux olympiques modernes ont eu lieu à Athènes en 1896. Le stade panathénaïque a accueilli les épreuves d'athlétisme, de gymnastique, d'haltérophilie et de lutte. La ville de Marathon a servi de départ pour l'épreuve du même nom et point de départ et d'arrivée pour la course individuelle sur route,. Athènes voulait organiser les Jeux du centenaire en 1996, la ville se porte candidate pour l'organisation, mais lors de la 100e session du 18 septembre 1990 à Tokyo, la ville d'Atlanta remporte par surprise l'organisation. Le stade olympique a été construit pour les championnats d'Europe d'athlétisme en 1982, qui a accueilli les Jeux méditerranéens en 1991, le stade olympique a été rejoint par le centre aquatique et le  vélodrome. En 1995, Athènes se porte candidate pour les Jeux de 2004, et qu'il l'emporte en 1997. Un mois plus tôt, la ville organise les Championnats du monde d'athlétisme.